# Aoife O'Rourke
Aoife O'Rourke, född 2 juli 1997, är en irländsk boxare.

## Karriär
O'Rourke är trefaldig Europamästare 2019, 2022 och 2024 i mellanvikt. Vid Europeiska spelen 2023 tog hon guld i samma viktklass.